# Frans Buissink
Frans Buissink (Alkmaar, 28 september 1943; Valkkoog, 28 januari 2019) was een Nederlandse schrijver en kunstschilder.

## Biografie
Frans Buissink ging na het gymnasium studeren aan het Instituut voor Kunstnijverheidsonderwijs in Amsterdam, de latere Rietveld Academie. 
Na zijn opleiding maakte hij aanvankelijk stillevens en portretten en ondernam hij experimenten in de richting van het kubisme en de abstracte kunst. 
Begin jaren zeventig van de 20e eeuw was hij scenarist voor de eerste zeven verhalen van Brammetje Bram.
Later werkte hij samen met Marjolein Bastin aan diverse boeken over de natuur, waarbij hij de tekst schrijft bij de tekeningen van Bastin. Hij schreef ook artikelen voor natuurtijdschriften zoals Grasduinen, waarvan hij medeoprichter is. Hij was jaren lang hoofdredacteur van het blad VOGELS van Vogelbescherming Nederland. Hij was redacteur van het blad van Landschap Noord-Holland en columnist voor diverse bladen. 
De laatste jaren van zijn leven richtte hij zich op het schilderen van landschappen.

## Exposities
Frans Buissink exposeerde onder andere in een groepstentoonstelling in het KunstenaarsCentrumBergen (KCB), in de Bibliotheek te Zelhem, in galerie het Posthuys op Texel, bij enkele galeries in Schoorl en bij Pilat & Pilat in Amsterdam.